# Henry Dearborn
Henry Dearborn (North Hampton, 23 febbraio 1751 – Roxbury, 6 giugno 1829) è stato un politico, medico, statistico e generale statunitense.

## Biografia
Fu il quinto segretario alla Guerra degli Stati Uniti, sotto il presidente degli Stati Uniti d'America Thomas Jefferson (3º presidente). Prestò servizio sia durante la Guerra d'indipendenza americana che nella guerra del 1812. Ebbe tre mogli:
- Maria Bartlett nel 1771,
- Dorcas (Osgood) Marble in 1780 da cui ebbe Henry Alexander Scammell Dearborn
- Sarah Bowdoin, vedova di James Bowdoin, nel 1813.

Alla sua morte il corpo venne sepolto nel cimitero di Forest Hills, vicino a Boston.